# 8554 Ґабрета
8554 Ґабрета (8554 Gabreta) — астероїд головного поясу, відкритий 25 травня 1995 року.
Тіссеранів параметр щодо Юпітера — 3,649.